# Anıl Bilgen
 Anıl Bilgen (* 1989 in Ankara) ist ein türkischer Jazzmusiker (Piano, Komposition).

## Leben und Wirken
Bilgen erhielt seit dem Alter von neun Jahren klassischen Klavierunterricht. 2000 wurde er in die Klasse von İrem Bozkurt im Konservatorium der Hacettepe-Universität aufgenommen. Von 2004 bis 2009 nahm er Privatunterricht bei İlhan Baran. 
2009 und 2010 studierte er am Konservatorium der Stadt Wien bei Roland Batik, um im selben Jahr sein Studium an der klassischen Klavierabteilung abzuschließen. 2010 und 2011 war Bilgen Mitglied der Band von George „Skip“ Gailes. 2011 gewann er den Preis als bester Interpret beim JAmZZ-Wettbewerb in Istanbul und begann ein zweites Studium am Jazzinstitut der Universität für Musik und darstellende Kunst Graz bei Olaf Polziehn, das er 2015 mit Auszeichnung absolvierte; 2018 beendete er an dieser Universität sein Masterstudium.
Bilgen spielte mit Joe Lovano, Ed Neumeister, Jim Rotondi, Karlheinz Miklin, Mike Richmond und Karolina Strassmayer. Seit 2016 ist er Mitglied des Trios Kahiba (mit Heinrich von Kalnein und Gregor Hilbe). In seinem eigenen Trio spielt er mit Gustavo Boni (Bass) und Luis André Carneiro de Olivera (Schlagzeug).

## Diskographische Hinweise
- Kahiba: The Neuroscience of Music (Natango 2018)
- Morten Ramsbøl / Pippo Corvino / Anıl Bilgen: How Far Is the Moon (Natango 2016)[3]